# Alatau (Metro Almaty)
Alatau (kasachisch und russisch Алатау) ist eine Metrostation der Metro Almaty. Sie wurde am 1. Dezember 2011 im Zuge des ersten Bauabschnitts der Metro eröffnet und war bis zur Eröffnung eines weiteren Teilabschnittes im April 2015 die westliche Endstation der Linie A.

## Lage
Der Bahnhof liegt an der Grenze der beiden Stadtbezirke Almaly und Bostandyq und erstreckt sich unterirdisch in Ost-West-Richtung unter dem Abai-Prospekt zwischen dem Gagarin-Prospekt und der Scharokow-Straße.

## Beschreibung
Der Bahnsteig ist 104 m lang und jeder der beiden Außenbahnsteige ist jeweils 5,4 m breit. Von jedem Ende der beiden Bahnsteigenden führen Treppen in eine Zwischenebene. Von der östlichen Zwischenebene aus gibt es Ausgänge zur nördlichen und zur südlichen Straßenseite des Abai-Prospekts; die westliche Zwischenebene verfügt nur über einen Ausgang zur südlichen Straßenseite.
Die Wände der Station sind mit weißem und grünen Marmor verkleidet. Der Boden besteht aus Granit, mit einfachen geometrischen Mustern. An den beiden Enden des Bahnhofsbauwerks befindet sich oberhalb des Tunneleingangs und den Treppen ein Mosaik des Transili-Alatau, dem Gebirge südlich der Stadt.